# Municipio de Odessa (condado de Jewell)
El municipio de Odessa (en inglés: Odessa Township) es un municipio ubicado en el condado de Jewell en el estado estadounidense de Kansas. En el año 2010 tenía una población de 21 habitantes y una densidad poblacional de 0,23 personas por km².

## Geografía
El municipio de Odessa se encuentra ubicado en las coordenadas 39°41′50″N 98°25′51″O / 39.69722, -98.43083. Según la Oficina del Censo de los Estados Unidos, el municipio tiene una superficie total de 92.98 km², de la cual 92,96 km² corresponden a tierra firme y (0,02 %) 0,02 km² es agua.

## Demografía
Según el censo de 2010, había 21 personas residiendo en el municipio de Odessa. La densidad de población era de 0,23 hab./km². De los 21 habitantes, el municipio de Odessa estaba compuesto por el 100 % blancos. Del total de la población el 0 % eran hispanos o latinos de cualquier raza.